# Leichtathletik-Weltmeisterschaften 1987/4 × 400 m der Männer

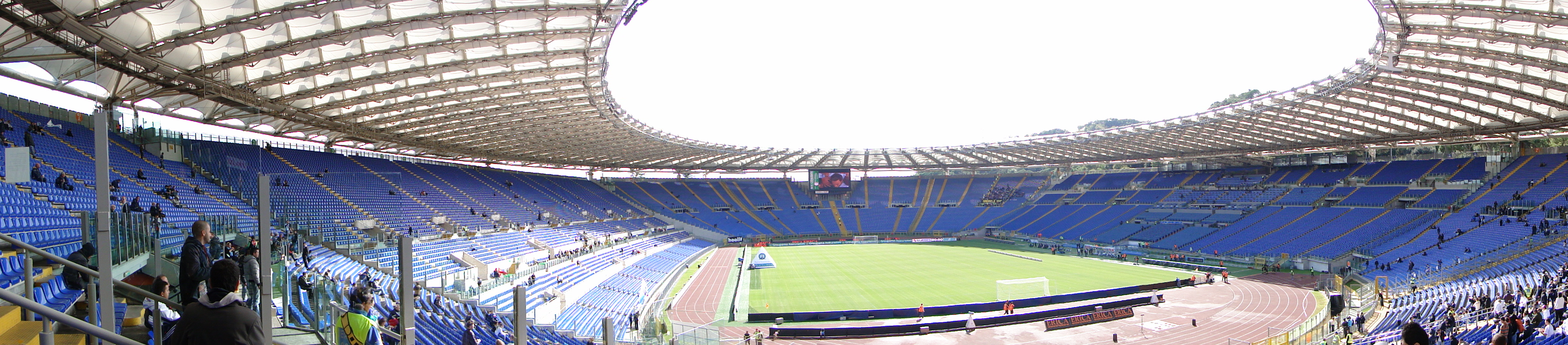
Das Olympiastadion in Rom

Die 4-mal-400-Meter-Staffel der Männer bei den Leichtathletik-Weltmeisterschaften 1987 am 5. und 6. September 1987 im Olympiastadion der italienischen Hauptstadt Rom ausgetragen.
Weltmeister wurde die USA in der Besetzung Danny Everett, Roddie Haley (Finale), Antonio McKay und Harry Reynolds (Finale) sowie den im Vorlauf/Halbfinale außerdem eingesetzten Michael Franks und Raymond Pierre.
Den zweiten Platz belegte Großbritannien mit Derek Redmond (Finale), Kriss Akabusi, Roger Black (Finale) und Philip Brown sowie den im Vorlauf/Halbfinale außerdem eingesetzten Mark Thomas und Todd Bennett.
Bronze ging an Kuba (Leandro Peñalver, Agustin Pavó, Lázaro Martínez, Roberto Hernández).
Auch die nur im Vorlauf eingesetzten Läufer erhielten entsprechendes Edelmetall.

## Rekorde

### Bestehende Rekorde
| Weltrekord               | 2:56,16 min | USA (Vince Matthews, Ron Freeman, Larry James, Lee Evans)                                     | OS 1968 in Mexiko-Stadt, Mexiko | 20. Oktober 1968 |
| Weltmeisterschaftsrekord | 3:00,79 min | Sowjetunion (Sergei Lowatschow, Aljaksandr Traschtschyla, Nikolai Tschernezki, Wiktor Markin) | WM 1983 in Helsinki, Finnland   | 14. August 1983  |

### Rekordverbesserungen
- Der bestehende WM-Rekord wurde bei diesen Weltmeisterschaften zweimal verbessert:
  - 2:59,06 min – USA (Danny Everett, Michael Franks, Raymond Pierre, Antonio McKay), 2. Halbfinale am 5. September
  - 2:57,29 min – USA (Danny Everett, Roddie Haley, Antonio McKay, Harry Reynolds), Finale am 6. September
- Außerdem wurden folgende neue Rekorde aufgestellt:
  - Europarekord: 2:58,86 min – Großbritannien (Derek Redmond, Kriss Akabusi, Roger Black, Philip Brown), Finale am 6. September
  - Landesrekord: 2:59,16 min – Kuba (Leandro Peñalver, Agustin Pavó, Lázaro Martínez, Roberto Hernández), Finale am 6. September
  - Bundesdeutscher Rekord: 2:59,96 min – Kuba (Norbert Dobeleit, Mark Henrich, Edgar Itt, Harald Schmid), Finale am 6. September

## Vorrunde
6. September
Die Vorrunde wurde in drei Läufen durchgeführt. Die ersten vier Staffeln pro Lauf – hellblau unterlegt – sowie die darüber hinaus vier zeitschnellsten Teams – hellgrün unterlegt – qualifizierten sich für das Halbfinale.

### Vorlauf 1
| Platz | Staffel        | Besetzung                                                           | Zeit (min) |
| ----- | -------------- | ------------------------------------------------------------------- | ---------- |
| 1     | USA            | Danny Everett Michael Franks Raymond Pierre Antonio McKay           | 3:03,00    |
| 2     | DDR            | Mathias Schersing Michael Schimmer Jens Carlowitz Thomas Schönlebe  | 3:03,57    |
| 3     | Jugoslawien    | Branislav Karaulić Slobodan Popović Slobodan Branković Ismail Macev | 3:03,89    |
| 4     | Nigeria        | Moses Ugbisie Joseph Falaye Henry Amike Innocent Egbunike           | 3:03,90    |
| 5     | Kanada         | Andre Smith Courtney Brown John Graham Anton Skerritt               | 3:04,08    |
| 6     | Spanien        | Cayetano Cornet Antonio Sánchez José Alonso Ángel Heras             | 3:05,02    |
| 7     | Elfenbeinküste | Akissi Kpidi Zongo Kuya René Djédjémel Mélédjé Gabriel Tiacoh       | 3:05,34    |
| 8     | Irland         | Kieran Finn Gerry Delaney John Barry Peter Sinclair                 | 3:07,18    |

### Vorlauf 2
| Platz | Staffel          | Besetzung                                                             | Zeit (min) |
| ----- | ---------------- | --------------------------------------------------------------------- | ---------- |
| 1     | Kenia            | Joseph Sainah Elijah Bitok Tito Sawe John Anzrah                      | 3:02,32    |
| 2     | Kuba             | Leandro Peñalver Agustin Pavó Lázaro Martínez Roberto Hernández       | 3:02,62    |
| 3     | Sowjetunion      | Arkadi Kornilow Jewgeni Lomtjew Wladimir Prosin Alexander Kurotschkin | 3:02,79    |
| 4     | Jamaika          | Mark Senior Devon Morris Winthrop Graham Bert Cameron                 | 3:05,11    |
| 5     | Tschechoslowakei | Jindřich Roun Stanislav Navesnak Josef Kucej Lubos Balosak            | 3:05,44    |
| 6     | Brasilien        | Washington Rodrigues Sergio Menezes Gerson Souza José Luiz            | 3:05,64    |
| 7     | Argentinien      | Fabián Garbolini Dardo Angerami Luis Migueles José Beduino            | 3:12,96    |

### Vorlauf 3
| Platz | Staffel        | Besetzung                                                      | Zeit (min) |
| ----- | -------------- | -------------------------------------------------------------- | ---------- |
| 1     | Großbritannien | Mark Thomas Kriss Akabusi Todd Bennett Philip Brown            | 3:03,75    |
| 2     | Japan          | Koichi Konakatoni Kenji Yamauchi Hiromi Kawasumi Susumu Takano | 3:03,86    |
| 3     | BR Deutschland | Peter Schwelm Mark Henrich Klaus Just Edgar Itt                | 3:03,87    |
| 4     | Australien     | Robert Stone Gary Minihan Paul Stubbs Darren Clark             | 3:04,22    |
| 5     | Italien        | Marcello Pantone Vito Petrella Andrea Montanari Roberto Ribaud | 3:04,64    |
| 6     | Frankreich     | Aldo Canti Jean-Jacques Boussemart Patrick Barré Yann Quentrec | 3:04,64    |
| 7     | Taiwan         | Lin Kuang-Liang Hsu Ruo-Ta Lee Shiunn-Long Lin Tsai-Tien       | 3:11,45    |

## Halbfinale
5. August 1987
In den beiden Halbfinalläufen qualifizierten sich die jeweils ersten vier Staffeln – hellblau unterlegt – für das Finale.

### Halbfinallauf 1
| Platz | Staffel        | Besetzung                                                             | Zeit (min) |
| ----- | -------------- | --------------------------------------------------------------------- | ---------- |
| 1     | Kuba           | Leandro Peñalver Agustin Pavó Lázaro Martínez Roberto Hernández       | 3:00,99    |
| 2     | Großbritannien | Mark Thomas Kriss Akabusi Todd Bennett Philip Brown                   | 3:01,47    |
| 3     | Sowjetunion    | Arkadi Kornilow Jewgeni Lomtjew Wladimir Prosin Alexander Kurotschkin | 3:01,61    |
| 4     | Nigeria        | Moses Ugbisie Joseph Falaye Henry Amike Innocent Egbunike             | 3:01,92    |
| 5     | Kanada         | Andre Smith Courtney Brown John Graham Anton Skerritt                 | 3:02,90    |
| 6     | Frankreich     | Aldo Canti Jean-Jacques Boussemart Patrick Barré Yann Quentrec        | 3:03,41    |
| 7     | Japan          | Koichi Konakatoni Kenji Yamauchi Hiromi Kawasumi Susumu Takano        | 3:04,86    |
| 8     | Spanien        | Cayetano Cornet Antonio Sánchez José Alonso Ángel Heras               | 3:06,41    |

### Halbfinallauf 2
| Platz | Staffel        | Besetzung | Zeit (min) |
| ----- | -------------- | --- | ---------- |
| 1     | USA            | Danny Everett Michael Franks Raymond Pierre Antonio McKay                                                         | 2:59,06 CR |
| 2     | Kenia          | Joseph Sainah Elijah Bitok David Kitur (Halbfinale/Finale) John Anzrah im Vorlauf außerdem: Tito Sawe             | 3:00,73    |
| 3     | Jamaika        | Mark Senior Devon Morris Winthrop Graham Bert Cameron                                                             | 3:01,08    |
| 4     | BR Deutschland | Peter Schwelm Edgar Itt Klaus Just Mark Henrich                                                                   | 3:01,18    |
| 5     | Jugoslawien    | Branislav Karaulić Slobodan Popović Slobodan Branković Ismail Macev                                               | 3:03,30    |
| 6     | Italien        | Marcello Pantone Vito Petrella Tiziano Gemelli (Halbfinale) Roberto Ribaud im Vorlauf außerdem: Andrea Montanari  | 3:03,91    |
| 7     | Australien     | Robert Stone Gary Minihan Paul Stubbs Darren Clark                                                                | 3:04,59    |
| DNF   | DDR            | Jens Carlowitz Frank Möller (Halbfinale) Mathias Schersing Thomas Schönlebe im Vorlauf außerdem: Michael Schimmer |            |

## Finale
6. September
| Platz | Staffel        | Besetzung | Zeit (min) |
| ----- | -------------- | --- | ---------- |
| 1     | USA            | Danny Everett Roddie Haley (Finale) Antonio McKay Harry Reynolds (Finale) im Vorlauf/Halbfinale außerdem: Michael Franks Raymond Pierre | 2:57,29 CR |
| 2     | Großbritannien | Derek Redmond (Finale) Kriss Akabusi Roger Black (Finale) Philip Brown im Vorlauf/Halbfinale außerdem: Mark Thomas Todd Bennett         | 2:58,86 ER |
| 3     | Kuba           | Leandro Peñalver Agustin Pavó Lázaro Martínez Roberto Hernández                                                                         | 2:59,16 NR |
| 4     | BR Deutschland | Norbert Dobeleit (Finale) Mark Henrich Edgar Itt Harald Schmid (Finale) im Vorlauf/Halbfinale außerdem: Peter Schwelm Klaus Just        | 2:59,96 BR |
| 5     | Kenia          | Joseph Sainah John Anzrah Elijah Bitok David Kitur (Halbfinale/Finale) im Vorlauf außerdem: Tito Sawe                                   | 3:01,67    |
| 6     | Jamaika        | Mark Senior Devon Morris Winthrop Graham Bert Cameron                                                                                   | 3:04,53    |
| DNF   | Sowjetunion    | Jewgeni Lomtjew Wladimir Prosin Alexander Kurotschkin Wladimir Krylow (Finale) im Vorlauf/Halbfinale außerdem: Arkadi Kornilow          |            |
| DNS   | Nigeria        | Moses Ugbisie Joseph Falaye Henry Amike Innocent Egbunike                                                                               |            |

## Video
- Men's 4 x 400m Relay Final at 1987 World Championships in Rome auf youtube.com, abgerufen am 25. März 2020